# Schankbier
Schankbier ist in Deutschland und Österreich eine Klassifikation für Bier.
In Deutschland werden Biere mit 7 % bis 11 % Stammwürze als Schankbiere klassifiziert. Damit liegen sie zwischen dem Dünnbier und dem Vollbier.
Das Österreichische Lebensmittelbuch ordnet Biere mit 9 % bis unter 11 % als Schankbiere ein. Die Biersteuer ergibt sich aus dem Stammwürzegehalt zu 2 € pro Hektoliter und Grad Plato Stammwürzegehalt.
In Deutschland gilt für den Regelsteuersatz für Bier:
{\displaystyle 0{,}787~\mathrm {\euro} \cdot p\cdot {\text{Menge in Hektoliter}}}
wobei {\displaystyle p} der Stammwürzgehalt ist.
Eine analoge Klassifizierung nach Stammwürze findet sich auch im Skandinavischen Raum. Obwohl diese Kategorisierung / Bezeichnung nicht exakt auf den Englischen Sprachraum übertragbar ist, entsprechen viele Draught beer einem Schankbier.